# Olympische Jugend-Sommerspiele 2010/Teilnehmer (Deutschland)
| Gelbes Symbol für Goldmedaillen mit stilisierten Olympischen Ringen | Graues Symbol für Silbermedaillen mit stilisierten Olympischen Ringen | Braundes Symbol für Bronzemedaillen mit stilisierten Olympischen Ringen |
| ------------------------------------------------------------------- | --------------------------------------------------------------------- | ----------------------------------------------------------------------- |
| 4                                                                   | 9                                                                     | 9                                                                       |

Die deutsche Jugend-Olympiamannschaft nahm an den I. Olympischen Jugend-Sommerspielen vom 14. bis 26. August 2010 in Singapur mit 70 Athleten und Athletinnen teil.
Deutschland erzielte 4 Gold-, 9 Silber- und 9 Bronzemedaillen.

## Medaillen

### Medaillenspiegel
Die Angabe der Anzahl der Wettbewerbe bezieht sich auf die mit deutscher Beteiligung.
| Rang   | Sportart                   | Goldmedaille – Olympiasieger | Silbermedaille – 2. Platz | Bronzemedaille – 3. Platz | Gesamt | Wettbewerbe |
| ------ | -------------------------- | ---------------------------- | ------------------------- | ------------------------- | ------ | ----------- |
| 1      | Leichtathletik             | 2                            | —                         | 2                         | 4      | 16          |
| 2      | Rudern                     | 1                            | 1                         | —                         | 2      | 2           |
| 3      | Boxen                      | 1                            | —                         | —                         | 1      | 3           |
| 4      | Kanu                       | —                            | 2                         | —                         | 2      | 6           |
| 4      | Taekwondo                  | —                            | 2                         | —                         | 2      | 4           |
| 6      | Fechten                    | —                            | 1                         | 2                         | 3      | 6           |
| 6      | Schwimmen                  | —                            | 1                         | 2                         | 3      | 27          |
| 8      | Judo                       | —                            | 1                         | 1                         | 2      | 2           |
| 8      | Segeln                     | —                            | 1                         | 1                         | 2      | 2           |
| 10     | Rhythmische Sportgymnastik | —                            | —                         | 1                         | 1      | 1           |
| Gesamt | Gesamt                     | 4                            | 9                         | 9                         | 22     |             |

### Medaillengewinner

#### Gold
| Name           | Sportart       | Wettkampf              |
| -------------- | -------------- | ---------------------- |
| Artur Bril     | Boxen          | Federgewicht bis 57 kg |
| Lena Malkus    | Leichtathletik | Weitsprung             |
| Shanice Craft  | Leichtathletik | Diskuswurf             |
| Judith Sievers | Rudern         | Einer                  |

#### Silber
| Name                                                    | Sportart  | Wettkampf                 |
| ------------------------------------------------------- | --------- | ------------------------- |
| Nikolaus Bodoczi                                        | Fechten   | Degen                     |
| Natalia Kubin                                           | Judo      | Klasse bis 78 kg          |
| Tom Liebscher                                           | Kanu      | K1 Sprint                 |
| Dennis Söter                                            | Kanu      | Kanuslalom C1             |
| Felix Bach                                              | Rudern    | Einer                     |
| Juliane Reinhold Lena Kalla Dörte Baumert Lina Rathsack | Schwimmen | 4 × 100 m Freistilstaffel |
| Florian Haufe                                           | Segeln    | Byte CII                  |
| Antonia Katheder                                        | Taekwondo | Klasse bis 63 kg          |
| Ibrahim Ahmadsei                                        | Taekwondo | Klasse über 73 kg         |
| Anja Musch Nikolaus Bodoczi Richard Hübers              | Fechten * | Mannschaft Mixed          |
| Marius Piepke                                           | Judo *    | Mannschaft Mixed          |

#### Bronze
| Name                                                               | Sportart                   | Wettkampf                             |
| ------------------------------------------------------------------ | -------------------------- | ------------------------------------- |
| Richard Hübers                                                     | Fechten                    | Säbel                                 |
| Anja Musch                                                         | Fechten                    | Säbel                                 |
| Marius Piepke                                                      | Judo                       | Klasse bis 100 kg                     |
| Dennis Lewke                                                       | Leichtathletik             | Kugelstoßen                           |
| Patrick Domogala                                                   | Leichtathletik             | 200 m                                 |
| Jana Berezko-Marggrander                                           | Rhythmische Sportgymnastik | Girls’ Rhythmic Individual All Around |
| Juliane Reinhold Lena Kalla Dörte Baumert Lina Rathsack            | Schwimmen                  | 4 × 100 m Lagenstaffel                |
| Christian Diener Christian vom Lehn Melvin Herrmann Kevin Leithold | Schwimmen                  | 4 × 100 m Lagenstaffel                |
| Constanze Stolz                                                    | Segeln                     | Byte CII                              |
| Sonja Mosler                                                       | Leichtathletik *           | Staffel im schwedischen Stil          |

## Teilnehmer nach Sportarten

### Badminton
| Athleten        | Wettbewerb | Gruppenphase           | Gruppenphase             | Gruppenphase  | Gruppenphase | Viertelfinale | Viertelfinale | Halbfinale    | Halbfinale    | Finale        | Finale        | Rang          |
| Athleten        | Wettbewerb | Gegner                 | Ergebnis                 | Punkte        | Rang         | Gegner        | Ergebnis      | Gegner        | Ergebnis      | Gegner        | Ergebnis      | Rang          |
| --------------- | ---------- | ---------------------- | ------------------------ | ------------- | ------------ | ------------- | ------------- | ------------- | ------------- | ------------- | ------------- | ------------- |
| Mädchen         |            |                        |                          |               |              |               |               |               |               |               |               |               |
| Fabienne Deprez | Einzel     | Bridget Shamim Bangi   | 2:0 (21:10, 21:16)       | 5:2 (133:100) | 2            | ausgeschieden | ausgeschieden | ausgeschieden | ausgeschieden | ausgeschieden | ausgeschieden | ausgeschieden |
| Fabienne Deprez | Einzel     | Aishath Afnaan Rasheed | 2:0 (21:5, 21:7)         | 5:2 (133:100) | 2            | ausgeschieden | ausgeschieden | ausgeschieden | ausgeschieden | ausgeschieden | ausgeschieden | ausgeschieden |
| Fabienne Deprez | Einzel     | Lene Clausen           | 1:2 (22:20, 18:21, 9:21) | 5:2 (133:100) | 2            | ausgeschieden | ausgeschieden | ausgeschieden | ausgeschieden | ausgeschieden | ausgeschieden | ausgeschieden |

### Basketball
| Wettbewerb             | Mädchen                                                                   |
| ---------------------- | ------------------------------------------------------------------------- |
| Athleten               | Lena Gohlisch Carolin Christen Alexandra Höffgen Felicitas Grasshoff      |
| Gruppenphase           | Singapur (33:22) Vereinigte Staaten (6:33) Belarus (15:13) Angola (26:17) |
| Viertelfinale          | Kanada (15:33)                                                            |
| Halbfinale             | ausgeschieden                                                             |
| Finale                 | ausgeschieden                                                             |
| Spiel um Platz 5 bis 8 | Japan (18:28)                                                             |
| Spiel um Platz 7       | Südkorea (17:18)                                                          |
| Platzierung            | 8                                                                         |

### Bogenschießen
| Athleten                      | Platzierungsrunde | Platzierungsrunde | Sechzehntelfinale | Sechzehntelfinale | Achtelfinale  | Achtelfinale  | Viertelfinale  | Viertelfinale | Halbfinale    | Halbfinale    | Finale / Platz 3 | Finale / Platz 3 | Rang |
| Athleten                      | Ringe             | Rang              | Gegner            | Ergebnis          | Gegner        | Ergebnis      | Gegner         | Ergebnis      | Gegner        | Ergebnis      | Gegner           | Ergebnis         | Rang |
| ----------------------------- | ----------------- | ----------------- | ----------------- | ----------------- | ------------- | ------------- | -------------- | ------------- | ------------- | ------------- | ---------------- | ---------------- | ---- |
| Mädchen                       |                   |                   |                   |                   |               |               |                |               |               |               |                  |                  |      |
| Isabel Viehmeier              | 604               | 11                | Yasaman Shirian   | 6:2               | Miranda Leek  | 6:2           | Tatjana Segina | 0:6           | ausgeschieden | ausgeschieden | ausgeschieden    | ausgeschieden    | 7    |
| Mixed                         |                   |                   |                   |                   |               |               |                |               |               |               |                  |                  |      |
| Isabel Viehmeier / Timon Park | –                 | –                 | Ingley / Koiwa    | 3:7               | ausgeschieden | ausgeschieden | ausgeschieden  | ausgeschieden | ausgeschieden | ausgeschieden | ausgeschieden    | ausgeschieden    | 17   |

### Boxen
| Athleten          | Wettbewerb                | Vorkampf           | Vorkampf | Halbfinale        | Halbfinale    | Finale                    | Finale                  | Rang |
| Athleten          | Wettbewerb                | Gegner             | Ergebnis | Gegner            | Ergebnis      | Gegner                    | Ergebnis                | Rang |
| ----------------- | ------------------------- | ------------------ | -------- | ----------------- | ------------- | ------------------------- | ----------------------- | ---- |
| Jungen            |                           |                    |          |                   |               |                           |                         |      |
| Artur Bril        | Federgewicht (bis 57 kg)  | –                  | –        | Denislav Suslekov | 2+:2-         | Elvin Isayev              | 11:4                    | Gold |
| Thomas Vahrenholt | Leichtgewicht (bis 60 kg) | Evaldas Petrauskas | 2:6      | ausgeschieden     | ausgeschieden | Platz 5: Hrajr Matewosjan | Gegner nicht angetreten | 6    |
| Denis Radovan     | Weltergewicht (bis 69 kg) | Islomzhon Dalibaev | 1:4      | ausgeschieden     | ausgeschieden | Platz 5: Ben Muziyo       | 13:6                    | 5    |

### Fechten
| Athleten                                                                                                | Wettbewerb | Gruppenphase        | Gruppenphase | Achtelfinale     | Achtelfinale | Viertelfinale    | Viertelfinale | Halbfinale       | Halbfinale | Finale / Platz 3             | Finale / Platz 3 | Rang   |
| Athleten                                                                                                | Wettbewerb | Gegner              | Ergebnis     | Gegner           | Ergebnis     | Gegner           | Ergebnis      | Gegner           | Ergebnis   | Gegner                       | Ergebnis         | Rang   |
| --- | ---------- | ------------------- | ------------ | ---------------- | ------------ | ---------------- | ------------- | ---------------- | ---------- | ---------------------------- | ---------------- | ------ |
| Jungen                                                                                                  |            |                     |              |                  |              |                  |               |                  |            |                              |                  |        |
| Nikolaus Bodoczi                                                                                        | Degen      | Julian Godoy        | 5:0          | –                | –            | Tomasz Kruk      | 15:10         | Byeong Hun Na    | 15:4       | Marco Fichera                | 14:15            | Silber |
| Nikolaus Bodoczi                                                                                        | Degen      | Alexandre Lyssov    | 4:5          | –                | –            | Tomasz Kruk      | 15:10         | Byeong Hun Na    | 15:4       | Marco Fichera                | 14:15            | Silber |
| Nikolaus Bodoczi                                                                                        | Degen      | Wei Hao Lim         | 5:0          | –                | –            | Tomasz Kruk      | 15:10         | Byeong Hun Na    | 15:4       | Marco Fichera                | 14:15            | Silber |
| Nikolaus Bodoczi                                                                                        | Degen      | Lucian Ciovica      | 0:5          | –                | –            | Tomasz Kruk      | 15:10         | Byeong Hun Na    | 15:4       | Marco Fichera                | 14:15            | Silber |
| Nikolaus Bodoczi                                                                                        | Degen      | Ondřej Novotny      | 5:1          | –                | –            | Tomasz Kruk      | 15:10         | Byeong Hun Na    | 15:4       | Marco Fichera                | 14:15            | Silber |
| Nikolaus Bodoczi                                                                                        | Degen      | Byeong Hun Na       | 5:2          | –                | –            | Tomasz Kruk      | 15:10         | Byeong Hun Na    | 15:4       | Marco Fichera                | 14:15            | Silber |
| Richard Hübers                                                                                          | Säbel      | Arthur Zatko        | 4:5          | –                | –            | Dragos Sirbu     | 15:10         | Jong Hun Song    | 11:15      | Platz 3: Michail Akula       | 15:13            | Bronze |
| Richard Hübers                                                                                          | Säbel      | Dragos Sirbu        | 5:4          | –                | –            | Dragos Sirbu     | 15:10         | Jong Hun Song    | 11:15      | Platz 3: Michail Akula       | 15:13            | Bronze |
| Richard Hübers                                                                                          | Säbel      | Michail Akula       | 5:2          | –                | –            | Dragos Sirbu     | 15:10         | Jong Hun Song    | 11:15      | Platz 3: Michail Akula       | 15:13            | Bronze |
| Richard Hübers                                                                                          | Säbel      | Jackson Wang        | 5:1          | –                | –            | Dragos Sirbu     | 15:10         | Jong Hun Song    | 11:15      | Platz 3: Michail Akula       | 15:13            | Bronze |
| Richard Hübers                                                                                          | Säbel      | Ziad El-Sissy       | 5:1          | –                | –            | Dragos Sirbu     | 15:10         | Jong Hun Song    | 11:15      | Platz 3: Michail Akula       | 15:13            | Bronze |
| Richard Hübers                                                                                          | Säbel      | Djilbrilla Kondo    | 5:0          | –                | –            | Dragos Sirbu     | 15:10         | Jong Hun Song    | 11:15      | Platz 3: Michail Akula       | 15:13            | Bronze |
| Mädchen                                                                                                 |            |                     |              |                  |              |                  |               |                  |            |                              |                  |        |
| Anja Musch                                                                                              | Säbel      | Celina Merza        | 2:5          | Gracia Nyabileke | 15:2         | Wan Yini         | 15:6          | Celina Merza     | 10:15      | Platz 3: Alina Komaschtschuk | 15:13            | Bronze |
| Anja Musch                                                                                              | Säbel      | Wan Yini            | 3:5          | Gracia Nyabileke | 15:2         | Wan Yini         | 15:6          | Celina Merza     | 10:15      | Platz 3: Alina Komaschtschuk | 15:13            | Bronze |
| Anja Musch                                                                                              | Säbel      | Gracia Nyabileke    | 5:4          | Gracia Nyabileke | 15:2         | Wan Yini         | 15:6          | Celina Merza     | 10:15      | Platz 3: Alina Komaschtschuk | 15:13            | Bronze |
| Anja Musch                                                                                              | Säbel      | Ema Hilwiyah        | 5:0          | Gracia Nyabileke | 15:2         | Wan Yini         | 15:6          | Celina Merza     | 10:15      | Platz 3: Alina Komaschtschuk | 15:13            | Bronze |
| Anja Musch                                                                                              | Säbel      | Angelika Wątor      | 5:3          | Gracia Nyabileke | 15:2         | Wan Yini         | 15:6          | Celina Merza     | 10:15      | Platz 3: Alina Komaschtschuk | 15:13            | Bronze |
| Anja Musch                                                                                              | Säbel      | Alina Komaschtschuk | 5:0          | Gracia Nyabileke | 15:2         | Wan Yini         | 15:6          | Celina Merza     | 10:15      | Platz 3: Alina Komaschtschuk | 15:13            | Bronze |
| Mixed                                                                                                   |            |                     |              |                  |              |                  |               |                  |            |                              |                  |        |
| Europa 2 Anja Musch Nikolaus Bodoczi Richard Hübers Victoria Aleksewa Martyna Swatowska Tevfik Babaoglu | Mannschaft | –                   | –            | –                | –            | Asien-Ozeanien 2 | 30:21         | Asien-Ozeanien 1 | 30:27      | Europa 1                     | 24:30            | Silber |

### Gewichtheben
| Athleten    | Wettbewerb       | Reißen  | Reißen | Stoßen  | Stoßen | Gesamt  | Rang |
| Athleten    | Wettbewerb       | Gewicht | Rang   | Gewicht | Rang   | Gewicht | Rang |
| ----------- | ---------------- | ------- | ------ | ------- | ------ | ------- | ---- |
| Jungen      |                  |         |        |         |        |         |      |
| Nico Müller | Klasse bis 69 kg | 125 kg  | 10     | DNF     | DNF    | DNF     | DNF  |

### Judo
| Athleten | Wettbewerb        | Achtelfinale | Achtelfinale | Viertelfinale   | Viertelfinale | Halbfinale      | Halbfinale    | Finale / Platz 3       | Finale / Platz 3 | Rang   |
| Athleten | Wettbewerb        | Gegner       | Ergebnis     | Gegner          | Ergebnis      | Gegner          | Ergebnis      | Gegner                 | Ergebnis         | Rang   |
| --- | ----------------- | ------------ | ------------ | --------------- | ------------- | --------------- | ------------- | ---------------------- | ---------------- | ------ |
| Jungen |                   |              |              |                 |               |                 |               |                        |                  |        |
| Marius Piepke | Klasse bis 100 kg | –            | –            | Fernando Vanoye | 001:000       | Toma Nikiforov  | 000:101       | Platz 3: Mateja Glusac | 000*:000         | Bronze |
| Mädchen |                   |              |              |                 |               |                 |               |                        |                  |        |
| Natalia Kubin | Klasse bis 78 kg  | –            | –            | Kadijah Maxwell | 100:000       | Xenija Darschuk | 101:000       | Lola Mansour           | 000:001          | Silber |
| Mixed |                   |              |              |                 |               |                 |               |                        |                  |        |
| Belgrad Marius Piepke Anna Dmitrijewa Jennet Geldybayeva Babacar Cisse Haley Baxter Dulguun Otgonbayar Lola Mansour Jeremy Saywell      | Mannschaft        | Freilos      | Freilos      | Osaka           | 4:4 (3:1)     | Tokio           | 5:3           | Essen                  | 1:6              | Silber |
| Osaka Natalia Kubin Sothea Sam Abdulrahman Anter Jing Fan Tang Brandon Arends Laura Naginskaitė Alexios Ntanatsidis Bruno Abel Villalba | Mannschaft        | Barcelona    | 5:3          | Belgrad         | 4:4 (1:3)     | ausgeschieden   | ausgeschieden | ausgeschieden          | ausgeschieden    | 5      |

### Kanu

#### Kanurennsport
| Athleten            | Wettbewerb | Zeitfahren  | Zeitfahren | Sechzehntelfinale  | Sechzehntelfinale         | Hoffnungslauf | Hoffnungslauf             | Achtelfinale     | Achtelfinale              | Viertelfinale       | Viertelfinale             | Halbfinale         | Halbfinale                | Finale        | Finale                    | Rang          |
| Athleten            | Wettbewerb | Zeit        | Rang       | Gegner             | Zeit                      | Gegner        | Zeit                      | Gegner           | Zeit                      | Gegner              | Zeit                      | Gegner             | Zeit                      | Gegner        | Zeit                      | Rang          |
| ------------------- | ---------- | ----------- | ---------- | ------------------ | ------------------------- | ------------- | ------------------------- | ---------------- | ------------------------- | ------------------- | ------------------------- | ------------------ | ------------------------- | ------------- | ------------------------- | ------------- |
| Jungen              |            |             |            |                    |                           |               |                           |                  |                           |                     |                           |                    |                           |               |                           |               |
| Dennis Söter        | C-1 Sprint | 2:47,52 min | 14         | Timofey Yemelyanov | 2:53,93 min :1:48,29 min  | Matija Buriša | 2:42,83 min : 2:08,64 min | ausgeschieden    | ausgeschieden             | ausgeschieden       | ausgeschieden             | ausgeschieden      | ausgeschieden             | ausgeschieden | ausgeschieden             | ausgeschieden |
| Tom Liebscher       | K-1 Sprint | 1:32,80 min | 4          | Andrew Martin      | 1:30,66 min : 1:49,52 min | –             | –                         | Guillaume Bernis | 1:30,48 min : 1:36,76 min | Renier Mora Jimenez | 1:30,09 min : 1:35,15 min | Andrei Tsarykovich | 1:31,83 min : 1:37,29 min | Sándor Tótka  | 1:29,05 min : 1:28,91 min | Silber        |
| Mädchen             |            |             |            |                    |                           |               |                           |                  |                           |                     |                           |                    |                           |               |                           |               |
| Nathalie Grewelding | K-1 Sprint | DNS         | DNS        | DNS                | DNS                       | DNS           | DNS                       | DNS              | DNS                       | DNS                 | DNS                       | DNS                | DNS                       | DNS           | DNS                       | DNS           |

#### Kanuslalom
| Athleten            | Wettbewerb | Vorlauf     | Vorlauf | Sechzehntelfinale | Sechzehntelfinale         | Hoffnungslauf | Hoffnungslauf             | Achtelfinale    | Achtelfinale              | Viertelfinale       | Viertelfinale             | Halbfinale     | Halbfinale                | Finale        | Finale                    | Rang          |
| Athleten            | Wettbewerb | Zeit        | Rang    | Gegner            | Zeit                      | Gegner        | Zeit                      | Gegner          | Zeit                      | Gegner              | Zeit                      | Gegner         | Zeit                      | Gegner        | Zeit                      | Rang          |
| ------------------- | ---------- | ----------- | ------- | ----------------- | ------------------------- | ------------- | ------------------------- | --------------- | ------------------------- | ------------------- | ------------------------- | -------------- | ------------------------- | ------------- | ------------------------- | ------------- |
| Jungen              |            |             |         |                   |                           |               |                           |                 |                           |                     |                           |                |                           |               |                           |               |
| Dennis Söter        | C-1        | 1:39,39 min | 2       | Jose Chimbumba    | 1:43,02 min : 2:19,77 min | –             | –                         | Edgar Babajan   | 1:39,44 min : 2:08,22 min | Patryk Sokol        | 1:40,23 min : 1:56,92 min | Hayden Daniels | 1:42,93 min : 1:48,84 min | Wang Xiaodong | 1:41,20 min : 1:32,66 min | Silber        |
| Tom Liebscher       | K-1        | 1:53,21 min | 19      | Jiří Prskavec     | 1:40,32 min : 1:29,69 min | Wion Welh     | 1:39,82 min : 2:11,71 min | Andrew Martin   | 1:42,72 min : 1:36,96 min | ausgeschieden       | ausgeschieden             | ausgeschieden  | ausgeschieden             | ausgeschieden | ausgeschieden             | ausgeschieden |
| Mädchen             |            |             |         |                   |                           |               |                           |                 |                           |                     |                           |                |                           |               |                           |               |
| Nathalie Grewelding | C-1        | 1:42,66 min | 6       | Ramona Farkasdi   | 1:41,60 min : 2:04,21 min | –             | –                         | Ben Ismail Afef | 1:44,47 min : 2:00,26 min | Viktoria Wolffhardt | 1:43,94 min : 1:39,00 min | ausgeschieden  | ausgeschieden             | ausgeschieden | ausgeschieden             | ausgeschieden |

### Leichtathletik
Laufen und Gehen 
| Athleten                                             | Wettbewerb                   | Vorlauf     | Vorlauf | Finale      | Finale | Rang   |
| Athleten                                             | Wettbewerb                   | Zeit        | Rang    | Zeit        | Rang   | Rang   |
| ---------------------------------------------------- | ---------------------------- | ----------- | ------- | ----------- | ------ | ------ |
| Jungen                                               |                              |             |         |             |        |        |
| Patrick Domogala                                     | 200 m                        | 21,49 s     | 2       | 21,36 s     | 3      | Bronze |
| Lukas Schmitz                                        | 400 m                        | 47,27 s     | 2       | 48,70 s     | 8      | 8      |
| Felix Franz                                          | 400 m Hürden                 | 52,95 s     | 5       | 51,60 s     | 4      | 4      |
| Mädchen                                              |                              |             |         |             |        |        |
| Rebekka Haase                                        | 100 m                        | 11,90 s     | 6       | 12,08 s     | 8      | 8      |
| Sonja Mosler                                         | 400 m                        | 54,86 s     | 6       | 55,20 s     | 7      | 7      |
| Hanna Klein                                          | 1000 m                       | 2:46,93 min | 6       | 2:51,40 min | 7      | 7      |
| Franziska Hofmann                                    | 100 m Hürden                 | 13,97 s     | 7       | 13,77 s     | 7      | 7      |
| Sonja Mosler Annie Tagoe Anna Bongiorni Bianca Răzor | Staffel im schwedischen Stil | –           | –       | 2:07,59 min | 3      | Bronze |

 Springen und Werfen 
| Athleten         | Wettbewerb     | Qualifikation | Qualifikation | Finale     | Finale | Rang   |
| Athleten         | Wettbewerb     | Weite/Höhe    | Rang          | Weite/Höhe | Rang   | Rang   |
| ---------------- | -------------- | ------------- | ------------- | ---------- | ------ | ------ |
| Jungen           |                |               |               |            |        |        |
| Dennis Lewke     | Kugelstoßen    | 20,23 m       | 5             | 21,22 m    | 3      | Bronze |
| Jonas Efferoth   | Stabhochsprung | 4,70 m        | 7             | 4,85 m     | 4      | 4      |
| Mädchen          |                |               |               |            |        |        |
| Shanice Craft    | Diskuswurf     | 54,10 m       | 1             | 55,49 m    | 1      | Gold   |
| Julia Diechmann  | Dreisprung     | 11,89 m       | 11            | 11,62 m    | 12     | 12     |
| Melina Brenner   | Hochsprung     | 1,73 m        | 9             | 1,75 m     | 10     | 10     |
| Katinka Urbaniak | Kugelstoßen    | 13,44 m       | 11            | 14,15 m    | 9      | 9      |
| Christin Hussong | Speerwurf      | 49,96 m       | 2             | 49,89 m    | 4      | 4      |
| Michaela Donie   | Stabhochsprung | 3,80 m        | 7             | 3,80 m     | 7      | 7      |
| Lena Malkus      | Weitsprung     | 6,00 m        | 4             | 6,40 m     | 1      | Gold   |

### Moderner Fünfkampf
| Athleten                        | Wettbewerb | Schwimmen   | Schwimmen | Fechten | Fechten | Combined     | Combined | Punkte | Rang |
| Athleten                        | Wettbewerb | Zeit        | Punkte    | Rang    | Punkte  | Zeit         | Punkte   | Punkte | Rang |
| ------------------------------- | ---------- | ----------- | --------- | ------- | ------- | ------------ | -------- | ------ | ---- |
| Jugen                           |            |             |           |         |         |              |          |        |      |
| Eric Krüger                     | Einzel     | 2:13,80 min | 1.196     | 20      | 668     | 11:15,01 min | 2.300    | 4.164  | 15   |
| Mädchen                         |            |             |           |         |         |              |          |        |      |
| Franziska Hanko                 | Einzel     | 2:30,85 min | 992       | 14      | 720     | 13:18,50 min | 1.808    | 3.520  | 17   |
| Mixed                           |            |             |           |         |         |              |          |        |      |
| Eric Krüger Tamara Vega         | Staffel    | 2:07,95 min | 1.268     | 8       | 850     | 15:23,66 min | 2.388    | 4.506  | 5    |
| Franziska Hanko Karol Dziudziek | Staffel    | 2:09,59 min | 1.248     | 15      | 800     | 15:41,42 min | 2.316    | 4.364  | 11   |

### Rhythmische Sportgymnastik
| Athleten                 | Wettbewerb | Qualifikation | Qualifikation | Finale | Finale | Rang   |
| Athleten                 | Wettbewerb | Punkte        | Rang          | Punkte | Rang   | Rang   |
| ------------------------ | ---------- | ------------- | ------------- | ------ | ------ | ------ |
| Mädchen                  |            |               |               |        |        |        |
| Jana Berezko-Marggrander | Einzel     | 97,825        | 3             | 98,875 | 3      | Bronze |

### Ringen
| Athleten      | Wettbewerb       | Gruppenphase    | Gruppenphase | Gruppenphase | Finale / Platz 3    | Finale / Platz 3 | Rang |
| Athleten      | Wettbewerb       | Gegner          | Ergebnis     | Rang         | Gegner              | Ergebnis         | Rang |
| ------------- | ---------------- | --------------- | ------------ | ------------ | ------------------- | ---------------- | ---- |
| Mädchen       |                  |                 |              |              |                     |                  |      |
| Laura Mertens | Klasse bis 46 kg | Carissa Holland | 2:0          | 2            | Platz 3: Petra Olli | 1:2              | 4    |
| Laura Mertens | Klasse bis 46 kg | Iulia Leorda    | 0:2          | 2            | Platz 3: Petra Olli | 1:2              | 4    |
| Laura Mertens | Klasse bis 46 kg | Ikram Gannouni  | 2:0          | 2            | Platz 3: Petra Olli | 1:2              | 4    |

### Rudern
| Athleten       | Wettbewerb | Vorlauf     | Vorlauf | Halbfinale  | Halbfinale | Finale      | Finale | Rang   |
| Athleten       | Wettbewerb | Zeit        | Rang    | Zeit        | Rang       | Zeit        | Rang   | Rang   |
| -------------- | ---------- | ----------- | ------- | ----------- | ---------- | ----------- | ------ | ------ |
| Jungen         |            |             |         |             |            |             |        |        |
| Felix Bach     | Einer      | 3:22,25 min | 1       | 3:22,15 min | 1          | 3:16,23 min | 2      | Silber |
| Mädchen        |            |             |         |             |            |             |        |        |
| Judith Sievers | Einer      | 3:45,41 min | 1       | 3:56,28 min | 1          | 3:44,21 min | 1      | Gold   |

### Schießen
| Athleten             | Wettbewerb       | Qualifikation | Qualifikation | Finale | Punkte | Rang |
| Athleten             | Wettbewerb       | Punkte        | Rang          | Punkte | Punkte | Rang |
| -------------------- | ---------------- | ------------- | ------------- | ------ | ------ | ---- |
| Jugen                |                  |               |               |        |        |      |
| Alexander Thomas     | 10 m Luftgewehr  | 588           | 6             | 102,3  | 690,3  | 5    |
| Philipp Käfer        | 10 m Luftpistole | 570           | 8             | 100,1  | 670,1  | 5    |
| Mädchen              |                  |               |               |        |        |      |
| Yvonne Schlotterbeck | Staffel          | 399           | 1             | 98,8   | 497,8  | 4    |

### Schwimmen
| Athleten                                                                               | Wettbewerb                | Vorlauf     | Vorlauf | Halbfinale    | Halbfinale    | Finale        | Finale        | Rang   |
| Athleten                                                                               | Wettbewerb                | Zeit        | Rang    | Zeit          | Rang          | Zeit          | Rang          | Rang   |
| -------------------------------------------------------------------------------------- | ------------------------- | ----------- | ------- | ------------- | ------------- | ------------- | ------------- | ------ |
| Jungen                                                                                 |                           |             |         |               |               |               |               |        |
| Kevin Leithhold                                                                        | 50 m Freistil             | 23,67 s     | 11      | 23,35 s       | 8             | 23,42 s       | 7             | 7      |
| Kevin Leithhold                                                                        | 100 m Freistil            | 51,01 s     | 3       | 50,65 s       | 5             | 50,93 s       | 7             | 7      |
| Kevin Leithhold                                                                        | 200 m Freistil            | 1:55,46 min | 23      | –             | –             | ausgeschieden | ausgeschieden | 23     |
| Kevin Leithhold                                                                        | 50 m Schmetterling        | 25,24 s     | 6       | 24,92 s       | 4             | 26,37 s       | 8             | 8      |
| Christian Diener                                                                       | 100 m Rücken              | 58,92 s     | 18      | ausgeschieden | ausgeschieden | ausgeschieden | ausgeschieden | 18     |
| Christian Diener                                                                       | 200 m Rücken              | 2:05,44 min | 9       | –             | –             | ausgeschieden | ausgeschieden | 9      |
| Christian vom Lehn                                                                     | 100 m Brust               | 1:05,41 min | 16      | 1:05,23 min   | 15            | ausgeschieden | ausgeschieden | 15     |
| Christian vom Lehn                                                                     | 200 m Brust               | 2:17,65 min | 4       | –             | –             | 2:16,03 min   | 4             | 4      |
| Melvin Herrmann                                                                        | 100 m Schmetterling       | 55,65 s     | 16      | 55,19 s       | 15            | ausgeschieden | ausgeschieden | 15     |
| Melvin Herrmann                                                                        | 200 m Schmetterling       | 2:06,83 min | 16      | –             | –             | ausgeschieden | ausgeschieden | 16     |
| Kevin Leithhold Christian Diener Christian vom Lehn Melvin Herrmann                    | 4 × 100-m-Freistilstaffel | 3:30,55 min | 9       | ausgeschieden | ausgeschieden | ausgeschieden | ausgeschieden | 9      |
| Kevin Leithhold Christian Diener Christian vom Lehn Melvin Herrmann                    | 4 × 100-m-Lagenstaffel    | 3:45,70 min | 2       | –             | –             | 3:44,22       | 3             | Bronze |
| Mädchen                                                                                |                           |             |         |               |               |               |               |        |
| Juliane Reinhold                                                                       | 100 m Freistil            | 57,71 s     | 9       | 57,64 s       | 10            | ausgeschieden | ausgeschieden | 10     |
| Juliane Reinhold                                                                       | 200 m Freistil            | 2:04,09 min | 8       | –             | –             | 2:02,83 min   | 5             | 5      |
| Dörte Baumert                                                                          | 100 m Rücken              | 1:04,58 min | 10      | 1:04,36 min   | 10            | ausgeschieden | ausgeschieden | 10     |
| Dörte Baumert                                                                          | 200 m Rücken              | 2:16,43 min | 6       | –             | –             | 2:16,15 min   | 6             | 6      |
| Lina Rathsack                                                                          | 50 m Freistil             | 27,07 16    | 16      | 26,76 s       | 14            | ausgeschieden | ausgeschieden | 14     |
| Lina Rathsack                                                                          | 50 m Brust                | 32,99 s     | 6       | 32,73 s       | 5             | 32,79 s       | 6             | 5      |
| Lina Rathsack                                                                          | 100 m Brust               | 1:13,08 min | 11      | 1:12,03 min   | 9             | ausgeschieden | ausgeschieden | 9      |
| Lina Rathsack                                                                          | 200 m Brust               | 2:37,75 min | 12      | –             | –             | ausgeschieden | ausgeschieden | 12     |
| Lena Kalla                                                                             | 50 m Schmetterling        | 28,75 s     | 15      | 28,31 s       | 11            | ausgeschieden | ausgeschieden | 11     |
| Lena Kalla                                                                             | 100 m Schmetterling       | 1:0,71 min  | 10      | 1:01,94 min   | 13            | ausgeschieden | ausgeschieden | 13     |
| Lena Kalla                                                                             | 200 m Schmetterling       | 2:15,39 min | 7       | –             | –             | 2:14,11 min   | 6             | 6      |
| Juliane Reinhold Lena Kalla Lina Rathsack Dörte Baumert                                | 4 × 100-m-Freistilstaffel | 3:54,31 min | 2       | –             | –             | 3:49,02 min   | 2             | Silber |
| Juliane Reinhold Lena Kalla Lina Rathsack Dörte Baumert                                | 4 × 100-m-Lagenstaffel    | 4:13,38 min | 2       | –             | –             | 4:11,76 min   | 3             | Bronze |
| Mixed                                                                                  |                           |             |         |               |               |               |               |        |
| Juliane Reinhold Lena Kalla (im Vorlauf) Lina Rathsack Melvin Herrmann Kevin Leithhold | 4 × 100-m-Freistilstaffel | 3:38,69 min | 4       | –             | –             | 3:36,06 min   | 5             | 5      |
| Lena Kalla Lina Rathsack Christian Diener Kevin Leithhold                              | 4 × 100-m-Lagenstaffel    | 4:02,56 min | 5       | –             | –             | DSQ           | DSQ           | DSQ    |

### Segeln
| Athleten        | Wettbewerb | Rennen | Rennen | Rennen | Rennen | Rennen | Rennen | Rennen | Rennen | Rennen | Rennen | Rennen | Rennen | Punkte | Rang   |
| Athleten        | Wettbewerb | 1      | 2      | 3      | 4      | 5      | 6      | 7      | 8      | 9      | 10     | 11     | M      | Punkte | Rang   |
| --------------- | ---------- | ------ | ------ | ------ | ------ | ------ | ------ | ------ | ------ | ------ | ------ | ------ | ------ | ------ | ------ |
| Jungen          |            |        |        |        |        |        |        |        |        |        |        |        |        |        |        |
| Florian Haufe   | Byte CII   | DSQ    | 6      | 7      | 9      | 4      | 1      | 7      | 9      | 3      | 7      | 10     | 7      | 60     | Silber |
| Mädchen         |            |        |        |        |        |        |        |        |        |        |        |        |        |        |        |
| Constanze Stolz | Byte CII   | 1      | 2      | 2      | 18     | 5      | 11     | 2      | 7      | 4      | 12     | 2      | 21     | 57     | Bronze |

### Taekwondo
| Athleten         | Wettbewerb        | Vorkampf            | Vorkampf | Viertelfinale      | Viertelfinale | Halbfinale         | Halbfinale    | Finale / Platz 3 | Finale / Platz 3 | Rang   |
| Athleten         | Wettbewerb        | Gegner              | Ergebnis | Gegner             | Ergebnis      | Gegner             | Ergebnis      | Gegner           | Ergebnis         | Rang   |
| ---------------- | ----------------- | ------------------- | -------- | ------------------ | ------------- | ------------------ | ------------- | ---------------- | ---------------- | ------ |
| Jungen           |                   |                     |          |                    |               |                    |               |                  |                  |        |
| Semih Gökmen     | Klasse bis 48 kg  | –                   | –        | Gregory English    | 1:4           | ausgeschieden      | ausgeschieden | ausgeschieden    | ausgeschieden    | 5      |
| Tahir Gülec      | Klasse bis 73 kg  | Christopher Deleage | 12:2     | Maksym Dominishyn  | 8:12          | ausgeschieden      | ausgeschieden | ausgeschieden    | ausgeschieden    | 5      |
| Ibrahim Ahmadsei | Klasse über 73 kg | –                   | –        | Aliaksandr Shmakau | 6:5           | Stefan Bozalo      | 4:3           | Liu Chang        | 000:001          | Silber |
| Mädchen          |                   |                     |          |                    |               |                    |               |                  |                  |        |
| Antonia Katheder | Klasse bis 63 kg  | Freilos             | Freilos  | Miloria Santos     | RSC R2        | Samantha Silvestri | 12:1          | Soo Yeo Jeon     | 1:4              | Silber |

### Tennis
| Athleten                           | Wettbewerb | Sechzehntelfinale | Sechzehntelfinale | Achtelfinale             | Achtelfinale | Viertelfinale           | Viertelfinale | Halbfinale               | Halbfinale    | Finale / Platz 3         | Finale / Platz 3 | Rang          |
| Athleten                           | Wettbewerb | Gegner            | Ergebnis          | Gegner                   | Ergebnis     | Gegner                  | Ergebnis      | Gegner                   | Ergebnis      | Gegner                   | Ergebnis         | Rang          |
| ---------------------------------- | ---------- | ----------------- | ----------------- | ------------------------ | ------------ | ----------------------- | ------------- | ------------------------ | ------------- | ------------------------ | ---------------- | ------------- |
| Jungen                             |            |                   |                   |                          |              |                         |               |                          |               |                          |                  |               |
| Peter Heller                       | Einzel     | Tiago Fernandes   | 1:2               | Trostrunde Darian King   | 1:2          | ausgeschieden           | ausgeschieden | ausgeschieden            | ausgeschieden | ausgeschieden            | ausgeschieden    | ausgeschieden |
| Kevin Krawietz                     | Einzel     | Yuki Bhambri      | 0:2               | Trostrunde Wang Chuhan   | 2:0          | Trostrunde Diego Acosta | 1:2           | ausgeschieden            | ausgeschieden | ausgeschieden            | ausgeschieden    | ausgeschieden |
| Peter Heller / Kevin Krawietz      | Doppel     | –                 | –                 | Fernandes / Olivo        | 0:2          | ausgeschieden           | ausgeschieden | ausgeschieden            | ausgeschieden | ausgeschieden            | ausgeschieden    | ausgeschieden |
| Mädchen                            |            |                   |                   |                          |              |                         |               |                          |               |                          |                  |               |
| Anna-Lena Friedsam                 | Einzel     | Elina Switolina   | 1:2               | Trostrunde Doroteja Erić | 2:0          | Trostrunde Andrea Gámiz | 2:1           | Trostrunde Emi Mutaguchi | 2:0           | Trostrunde Sachie Ishizu | 0:2              |               |
| Anna-Lena Friedsam / Doroteja Erić | Doppel     | –                 | –                 | Tang / Zheng             | 1:2          | ausgeschieden           | ausgeschieden | ausgeschieden            | ausgeschieden | ausgeschieden            | ausgeschieden    | ausgeschieden |

### Tischtennis
| Athleten       | Gruppenphase | Gruppenphase | Gruppenphase | 2. Runde                 | 2. Runde | 2. Runde | Viertelfinale | Viertelfinale | Halbfinale    | Halbfinale    | Finale / Platz 3 | Finale / Platz 3 | Rang |
| Athleten       | Gegner       | Ergebnis     | Rang         | Gegner                   | Ergebnis | Rang     | Gegner        | Ergebnis      | Gegner        | Ergebnis      | Gegner           | Ergebnis         | Rang |
| -------------- | ------------ | ------------ | ------------ | ------------------------ | -------- | -------- | ------------- | ------------- | ------------- | ------------- | ---------------- | ---------------- | ---- |
| Jungen         |              |              |              |                          |          |          |               |               |               |               |                  |                  |      |
| Florian Wagner | Luis Mejía   | 2:3          | 4            | Tanapol Santiwattanatarm | 0:3      | 2        | ausgeschieden | ausgeschieden | ausgeschieden | ausgeschieden | ausgeschieden    | ausgeschieden    | 21   |
| Florian Wagner | Kōki Niwa    | 0:3          | 4            | Wa Warren Li Kam         | 3:1      | 2        | ausgeschieden | ausgeschieden | ausgeschieden | ausgeschieden | ausgeschieden    | ausgeschieden    | 21   |
| Florian Wagner | Konrad Kulpa | 0:3          | 4            | Kevin Wu                 | 3:1      | 2        | ausgeschieden | ausgeschieden | ausgeschieden | ausgeschieden | ausgeschieden    | ausgeschieden    | 21   |
| Mädchen        |              |              |              |                          |          |          |               |               |               |               |                  |                  |      |
| Petrissa Solja | DNS          | DNS          | DNS          | DNS                      | DNS      | DNS      | DNS           | DNS           | DNS           | DNS           | DNS              | DNS              | DNS  |

### Trampolinturnen
| Athleten     | Wettbewerb | Qualifikation | Qualifikation | Finale        | Finale        | Rang |
| Athleten     | Wettbewerb | Punkte        | Rang          | Punkte        | Rang          | Rang |
| ------------ | ---------- | ------------- | ------------- | ------------- | ------------- | ---- |
| Jungen       |            |               |               |               |               |      |
| Oliver Amann | Einzel     | 65,800        | 4             | 38,500        | 5             | 5    |
| Mädchen      |            |               |               |               |               |      |
| Leonie Adam  | Mehrkampf  | 37,200        | 12            | ausgeschieden | ausgeschieden | 12   |

### Triathlon
| Athleten               | Wettbewerb | Schwimmen | Schwimmen | Radfahren | Radfahren | Laufen    | Gesamt       | Rang |
| Athleten               | Wettbewerb | Zeit      | Wechsel   | Zeit      | Wechsel   | Zeit      | Zeit         | Rang |
| ---------------------- | ---------- | --------- | --------- | --------- | --------- | --------- | ------------ | ---- |
| Jungen                 |            |           |           |           |           |           |              |      |
| Tobias Klesen          | Einzel     | 9:14 min  | 0:31 min  | 29:28 min | 0:25 min  | 17:36 min | 57:14,23 min | 14   |
| Mädchen                |            |           |           |           |           |           |              |      |
| Marlene Gomez-Islinger | Einzel     | 9:40 min  | 0:34 min  | 32:02 min | 0:28 min  | 19:43 min | 1:02:27,79 h | 7    |

| Athleten                                                              | Wettbewerb | Zeit         | Rang |
| --------------------------------------------------------------------- | ---------- | ------------ | ---- |
| Mixed                                                                 |            |              |      |
| Europa 2 Marlene Gomez-Islinger Jeremy Obozil Laura Casey Lukas Kocar | Staffel    | 1:22:11,38 h | 4    |
| Europa 3 Tobias Klesen Monika Oražem Gabor Hanko Anna Godoy           | Staffel    | 1:22:49,66 h | 6    |

### Turnen
| Athleten        | Wettbewerb | Qualifikation | Qualifikation | Finale        | Finale        | Rang |
| Athleten        | Wettbewerb | Punkte        | Rang          | Punkte        | Rang          | Rang |
| --------------- | ---------- | ------------- | ------------- | ------------- | ------------- | ---- |
| Jungen          |            |               |               |               |               |      |
| Daniel Weinert  | Mehrkampf  | 81,600        | 15            | 49,600        | 23            | 23   |
| Mädchen         |            |               |               |               |               |      |
| Desiree Baumert | Mehrkampf  | 49,600        | 23            | ausgeschieden | ausgeschieden | 23   |

### Wasserspringen
| Athleten   | Wettbewerb        | Vorkampf | Vorkampf | Finale | Finale | Rang |
| Athleten   | Wettbewerb        | Punkte   | Rang     | Punkte | Rang   | Rang |
| ---------- | ----------------- | -------- | -------- | ------ | ------ | ---- |
| Jungen     |                   |          |          |        |        |      |
| Tim Pyritz | Kunstspringen 3 m | 476,45   | 9        | 524,45 | 6      | 6    |
| Tim Pyritz | Turmspringen 10 m | 467,50   | 4        | 498,30 | 4      | 4    |
| Mädchen    |                   |          |          |        |        |      |
| Kieu Duong | Kunstspringen 3 m | 341,70   | 11       | 387,70 | 7      | 7    |
| Kieu Duong | Turmspringen 10 m | 347,65   | 10       | 388,95 | 5      | 5    |